# Петрик Андрій Михайлович
Андрі́й Миха́йлович Пе́трик (1975, Нижня Липиця — 18 січня 2016, Дрогобич) — український історик і археолог, дослідник боярських родів Галицько-Волинської держави та давніх княжих міст Галича, Белза, Дрогобича; кандидат історичних наук.

## Життєпис
Народився в 1975 р. в с. Нижня Липиця Рогатинського району Івано-Франківської області. Протягом 1982—1992 р. навчався у Дрогобицькій середній школі № 1. У 1993—1999 рр. — працівник Дрогобицького автокранового заводу.
У 1994 р. вступив на заочне відділення історичного факультету Дрогобицького державного педагогічного інституту імені Івана Франка (ДДПУ ім. І.Франка). В 1999 р. закінчив історичний факультет Дрогобицького державного педагогічного університету імені Івана Франка.
Від 1999 р. до 2000 р. — педагог-організатор у Дрогобицькій гімназії імені Богдана Лепкого. У 2000 р. розпочав роботу на посаді старшого лаборанта та провідного спеціаліста Науково-дослідної лабораторії археології та краєзнавства при кафедрі всесвітньої історії Дрогобицького державного педагогічного університету імені Івана Франка.
Протягом 2002—2004 рр. — викладач кафедри всесвітньої історії. У 2004—2006 рр. навчався в стаціонарній аспірантурі, працював викладачем кафедри всесвітньої історії. З 2006 р. викладач кафедри методики та спеціальних історичних дисциплін. У березні 2007 р. захистив кандидатську дисертацію на тему «Боярство Галицько-Волинської держави (XII—XIV ст.)».
Із 2007 р. до 2011 р. — викладач кафедри давньої історії України та спеціальних історичних дисциплін ДДПУ ім. І.Франка.
З 1994 р. до 1999 р. — учасник Галицької архітектурно-археологічної експедиції; 2001, 2003 р. — Дрогобицької археологічної експедиції; 2002, 2004 р. — Керченської археологічної експедиції; 2003—2006 — Белзької археологічної експедиції та ін.

## Праці
- Петрик А., Петрик В., Тимошенко Л. Проблеми та перспективи історико-археологічних досліджень Дрогобича // Дрогобицький краєзнавчий збірник. — Вип.IV. — Дрогобич, 2000. — С.47-53.
- Петрик А. Боярські політичні угрупування та їх роль у процесі становлення Галицько-Волинської держави // Дрогобицький краєзнавчий збірник. — Вип.IV. — Дрогобич, 2000. — С.60-64.
- Петрик А., Петрик В., Тимошенко Л. Розвідкові археологічні дослідження церквища Пресвятої Діви Марії в місті Дрогобичі у 2001 році // Дрогобицький краєзнавчий збірник. — Вип.V. — Дрогобич, 2001. — С.7-19.
- Петрик А. До історії боярських родів Кормильчичів, Доброславичів та Дядьковичів // Дрогобицький краєзнавчий збірник. — Вип.V. — Дрогобич, 2001. — С.29-45.
- Петрик А., Петрик В., Тимошенко Л. Розвідкові археологічні дослідження церквища Пресвятої Діви Марії в Дрогобичі // Археологічні дослідження Львівського університету. — Вип.5. — Львів, 2002. — С.305-315.
- Петрик А. До історії боярства та боярських родів Перемишльської землі // Дрогобицький краєзнавчий збірник. — Вип.VI. — Дрогобич: Вимір, 2002. — С.105-117.
- Петрик А. Історико-краєзнавчі аспекти дослідження боярських родоводів Перемишльської землі на сторінках «Записок Наукового товариства ім. Т.Шевченка» // Студії з архівної справи та документознавства / Держкомархів України, УНДІАСАД. — К., 2003. — Т.10. — С.79-84.
- Петрик А. Бояри та церква Галичини й Волині крізь призму літописних та археологічних досліджень // Дрогобицький краєзнавчий збірник. — Вип.VII. — Дрогобич: Коло, 2003. — С.80-103.
- Петрик А. До питання становлення боярських родів у період княжіння династії Романовичів // Король Данило Романович і його місце в українській історії. Матеріали Міжнародної наукової конференції (Львів, 29-30 листопада 2001 р.). — Львів, 2003. — С.137-142.
- Петрик А. Боярство Белзької землі в контексті суспільно-політичного розвитку Галицько-Волинської держави // Белз і Белзька земля. Наук. збірник. — Вип. І. — Белз, 2004. — С.81-86.
- Петрик А. Ідеологія галицького боярства та її вплив на трансформацію Галицько-Волинської держави // Дрогобицький краєзнавчий збірник. — Вип.VIII. — Дрогобич: Коло, 2004. — С.46-58.
- Петрик А. Стрийщина в контексті розвитку Перемишльської землі ІХ–XIV ст. // Стрийщина крізь призму століть / Праці НДЛАК ДДПУ ім. І.Франка. — Вип.3. — Дрогобич: Коло, 2004. — С.26-37.
- Петрик А. Охоронні археологічні дослідження на території солевиварювального заводу в Дрогобичі // Літопис Бойківщини. — Ч.2/67 (78). — 2004. — С.68-76.
- Петрик А. Угорська партія в контексті політичного розвитку Галицько-Волинської держави //Дрогобицький краєзнавчий збірник. — Вип. ІХ. — Дрогобич: Коло, 2005. — С.181-193.
- Петрик А. До питання становлення та розвитку боярських родів Галицько-Волинської держави // ІІ Міжнародний науковий конгрес українських істориків «Українська історична наука на сучасному етапі розвитку». Кам‘янець-Подільський, 17-18 вересня 2003 р. Доповіді та повідомлення. — Кам'янець-Подільський — Київ — Нью-Йорк — Острог, 2006. — Т.2. — С.364-370.
- Петрик А. Еліти Белзької землі XII—XV ст. // Белз і Белзька земля. Науковий збірник. — Вип. II. — Белз, 2006. — С.18-24.
- Петрик А. Про формування боярських родів у період княжіння династії Романовичів // Княжа доба: історія та культура / Інститут українознавства ім. І.Крип'якевича НАН України. — Львів, 2007. — Вип.1. — С.115-122.
- Петрик А. Боярські двори та економічне становище бояр Галицько-Волинської держави // Дрогобицький краєзнавчий збірник. — Вип. ХІ-ХІІ. — Дрогобич: Коло, 2008. — С.63-86.
- Петрик А. Політична платформа та рухи галицького боярства за правління Ростиславичів (1084—1199 рр.) // Фортеця: збірник заповідника «Тустань»: на пошану Михайла Рожка. — Львів, 2009. — Кн.1. — С.124-134.
- Петрик А., Петрик В. Дрогобицька жупа (солеварня) в світлі історичних та архітектурно-археологічних досліджень / Фортеця: збірник заповідника «Тустань» на пошану Михайла Рожка. — Львів: Камула, 2009. — Кн.1. — С.475-489.
- Петрик А. Боярство та церква Галицько-Волинської держави крізь призму літописних та історіографічних досліджень // Історія релігій в Україні. Науковий щорічник. 2009 рік. Книга1. — Львів: Логос,2009. — С.562-569.
- Петрик А. Найдавніший Дрогобич і його околиці. Археологічні дослідження / Нариси з історії Дрогобича (від найдавніших часів до початку ХНІ ст.) /ДДПУ ім..І.Франка, істор.факультет /Наук. ред. Л.Тимошенко. — Дрогобич: Коло,2009. — С.9-23.
- Петрик А., Петрик В. Соляна промисловість на Передкарпатті // Тези Міжнародної наукової конференції «Пам'ятки Тустані в контексті освоєння Українських Карпат у доісторичну добу та в середньовіччі» — Львів, 2011.- С.43-44.
- Петрик А. До історії села Крилос // Галич і Галицька земля в державотворчих процесах України. Матеріали Міжнародної наукової конференції. Галич, 10-11 жовтня 2008 р. — Галич, 2009.
- Петрик А. Взаємовідносини міст і бояр у Галицько-Волинській державі // Проблеми гуманітарних наук: Наукові записки Дрогобицького ДПУ імені Івана Франка. — Дрогобич, 2009. — Вип.24. Історія. — С.146-157.
- Петрик А. Боярські політичні угрупування Волинської землі та їхній вплив на трансформацію Галицько-Волинської держави // Науковий вісник Волинського національного університету імені Лесі Українки. — № 22. — Історичні науки. — Луцьк, 2009. — С.82-88.
- Петрик А. Дмитро Детко та його рід // Дрогобицький краєзнавчий збірник. — Вип. ХІІІ. — Дрогобич, 2009. — С.33-45.
- Петрик А. Боярські роди дрогобицько-самбірського підгір'я у XII—XV ст.: Доброславичі, Вишатичі, Бибельські, Потрутовичі-Оріховські, Кульчицькі // Літопис Бойківщини. — Ч.1/78 (89). — ЗСА-Канада-Україна, 2010. — С.80-87.
- Петрик А. До історії галицького боярського роду Кормильчичів // Історико-релігійні та етнокультурні особливості Галицького регіону в загальнонауковому контексті. Матеріали Міжнародної наукової конференції. Галич, 14-15 травня 2010 р. — С.57-62.